# 이현 (1986년)
이현(李玄, 1986년 8월 19일~)은 대한민국의 정치인이다. 부산광역시의원을 역임했다.

## 학력
- 서울대학교 경영학 학사
- 스웨덴 세계해사대학교 선박경영 및 물류학 석사

## 경력
- 스웨덴 세계해사대학교 총학생회 회장
- UN산하 국제해사기구 인턴
- 부산대학교 극저온소재연구소 특별연구원
- 2018.07 ~ 2022.06: 제8대 부산광역시의회 의원(초선, 부산진구 제4선거구)
- 2022.07 ~ : 더불어민주당 부산광역시당 부산진구 을 지역위원회 위원장

## 역대 선거 결과
|  | 55.80% |

|  | 37.48% |

|  | 44.13% |